# Wahliodontus
Wahliodontus är ett släkte av steklar. Wahliodontus ingår i familjen brokparasitsteklar.
Kladogram enligt Catalogue of Life:
| Wahliodontus | \| \| Wahliodontus melzeri \| \| \| \| \| \| Wahliodontus nichoator \| \| \| \| \| \| Wahliodontus wensaueri \| \| \| \| |
|              | \| \| Wahliodontus melzeri \| \| \| \| \| \| Wahliodontus nichoator \| \| \| \| \| \| Wahliodontus wensaueri \| \| \| \| |
|              | Wahliodontus melzeri |
|              | |
|              | Wahliodontus nichoator                                                                                                   |
|              | |
|              | Wahliodontus wensaueri                                                                                                   |
|              | |